# 後設認知
後設認知（英語：Metacognition）或译为元认知，這個名詞由Swartz及Perkins發明及定義，即「認知的認知」或「知識的知識」。簡言之，就是對自己的認知過程（包括：記憶、感知、計算、聯想等各項）的思考。
后设认知可以用於學習策略，是一種個人控制及引導心智歷程的現象。到自己的思想模式之同時，透過控制自己的思想模式，從而達至效果的學習方法。
後設認知可以分成兩大類：
- 顯明的（explicit）
- 隱藏的（implicit）

二戰後的美國心理學家約翰·弗拉維爾被認為是「後設認知」理論的創立者，以及這個詞語的「始創人」。根據他的理論，「後設認知」可以分為「後設認知知識」、「後設認知經驗」及「後設認知規則」三部份：
1. 「元認知知識」（Metacognitive knowledge）指在認知的過程（processes）裡所獲得的知識（acquired knowledge），亦即可用於控制認知過程的知識。
2. 元認知調節(Metacognitive regulation) 是通過一系列幫助人們控制學習的活動來調節認知和學習體驗。
3. 元認知體驗(Metacognitive experiences) 是那些與當前、持續的認知努力有關的體驗。

而有關「後設認知知識」，弗拉維爾又再細分作三個分類：
1. 個人變數的知識（knowledge of person variables）
2. 工作變數的知識（knowledge of task variables）
3. 策略變數的知識（knowledge of strategy variables）

後設認知這個概念對教學非常重要。唯有一個人瞭解到自己如何獲取一件新的知識，他才有能力把這個新的知識傳遞給其他人。

## 後設認知策略
類同於後設認知式的程序是無所不在的，尤其是在討論自我規範式的學習時更是如此。致力於後設認知是優良的自我規範學習者一個鮮明的特徵。
後設認知中，策略選擇與應用，包括了像是持續不斷地嘗試去計畫、檢驗、監督、選擇、修訂、評估等活動。
後設認知是「穩定」的，因為學習者的初始決策是衍生自他們多年學習經驗裡對於自我認知的相關實證。同時，它也是「情境」的，因為它會視學習者對於任務、動機、情緒等等因素的熟悉程度而定。每個個體在思考他們正在使用的策略時需要管理規範，同時也要根據策略所要運用的情境來進行思路的調整。

## 參看
- 內省
- 約翰·弗拉維爾
- 自我學習
- 強化學習